# Sepia irvingi
Sepia irvingi är en bläckfiskart som beskrevs av Meyer 1909. Sepia irvingi ingår i släktet Sepia och familjen Sepiidae. IUCN kategoriserar arten globalt som livskraftig. Inga underarter finns listade i Catalogue of Life.